# Ectoedemia platea
Ectoedemia platea là một loài bướm đêm thuộc họ Nepticulidae. Nó được miêu tả bởi Clemens năm 1861. Nó được tìm thấy ở Bắc Mỹ.